# ريدج فارم (إلينوي)
ريدج فارم (بالإنجليزية: Ridge Farm)‏ هي معلم جغرافي تقع في الولايات المتحدة في مقاطعة فيرميليون، إلينوي. يقدر عدد سكانها بـ 912 نسمة وترتفع عن سطح البحر 214 متر.

## الموقع الجغرافي
الموقع الجغرافي للمناطق المحيطة بهذه النقطة هو كالتالي: